# Eliášův oheň

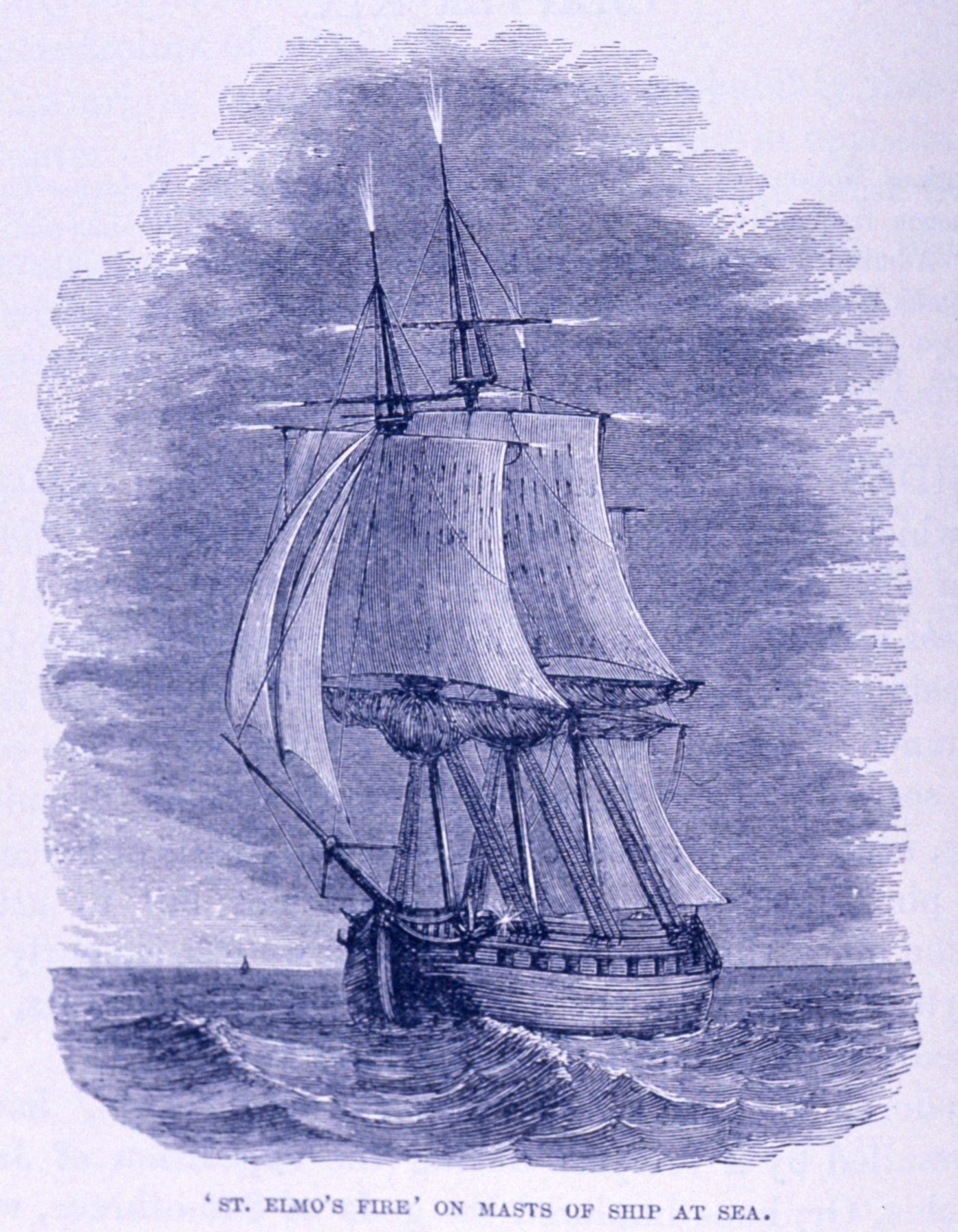
Eliášův oheň na lodi

Eliášův oheň (též oheň svatého Eliáše) je meteorologický neškodný jev (tzv. elektrometeor), který se projevuje hlavně opticky na vyvýšených místech, hrotech stožárů, vrcholcích stromů apod. jako namodralý nebo nafialovělý výboj. Někdy je doprovázen tichým sršivým nebo praskavým zvukem. Je způsoben vybíjením silného statického náboje, který je vytvářen mezi atmosférou a zemským povrchem (často v blízkosti bouře), a který se shromažďuje na hrotech a vyvýšených místech. Z fyzikálního hlediska jde o studený sršivý výboj, doutnavý výboj, hrotový výboj, trsovitý výboj, korónu.

## Vznik
Statický náboj lze vytvořit třením vhodných materiálů o sebe (například při oblékání svetru z umělých vláken). Při tření dochází na površích ke kumulaci opačně elektricky nabitých částic, které vytváří elektrostatické pole přitahující opačně nabité částice. V okamžiku, kdy je překročena izolační schopnost oddělujícího materiálu, dojde k přeskočení náboje, což se projeví jako drobná studená jiskra (je dobře viditelná ve tmě). Bouřky vznikají rychlým pohybem různě teplých vzdušných mas, které se třou o sebe, ale i zemský povrch. Tření vyvolává na předmětech vznik elektrostatického náboje, který se soustřeďuje na vyvýšených místech (hrotech), protože je přitahován opačným nábojem v ovzduší. Pokud není rozdíl elektrických potenciálů (tj. elektrické pole, elektrické napětí) mezi předmětem a vzdušnou masou dostatečně velký, nedojde k vybití náboje vznikem blesku, ale když je pole zároveň dostatečně velké, vznikne sršivý výboj označovaný hovorově jako Eliášův oheň.

## Původ názvu
Eliášův oheň pojmenovali námořníci podle svého patrona svatého Erasma. Často jej pozorovali na vrcholcích stožárů dřevěných plachetnic, kde vystupoval z jejich špiček a konců ráhen jako mihotavý nafialovělý nebo namodralý světelný výboj. Spojením (pro ně) nevysvětlitelného jevu s jejich ochráncem jim umožnilo o něm uvažovat jako o dobrém znamení, které je ochraňuje.[zdroj?] Skandinávci mu přezdívali Lokiho oheň (Loki = bůh lži a klamů, známý jako vtipálek a šprýmař) nebo Lhářův oheň a častokráte po tomto jevu obětovali bohům moře.[zdroj?]

## Příklady
Eliášův oheň lze pozorovat, pokud např. letadlo prolétá sopečným prachem, protože se velmi jemná zrnka popela třou ve vysoké rychlosti o povrch letadla a vyrábí tak náboj statické elektřiny.
Stalo se tak u Letu 9 British Airways.

## Zajímavosti
Název „Eliášův oheň“ adaptoval jablonecký pivovar Volt pro své 16° pivo (red ipa).